# Sebastián Calzada

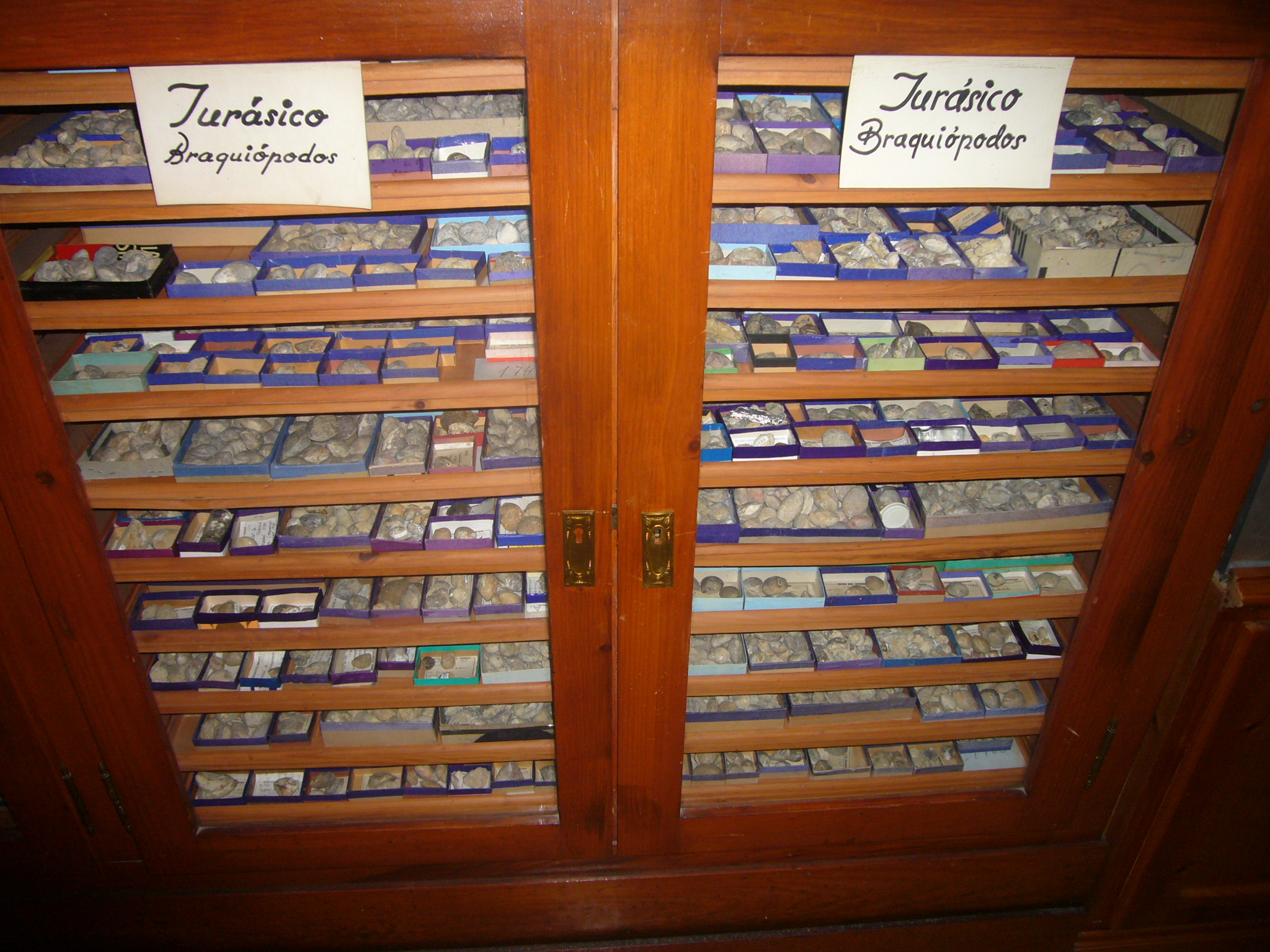
Kolekcja ramienionogów jurajskich w Muzeum Geologicznym Seminarium Duchownego w Barcelonie

Sebastián Calzada, także Sebastián Calzada Badía, Sebastià Calzada i Badia (ur. 8 grudnia 1932 w Barcelonie) – hiszpański duchowny rzymskokatolicki (prezbiter) i paleontolog (brachiopodolog i malakolog).

## Biografia
Święcenia prezbiteratu otrzymał 29 czerwca 1955. W 1958 rozpoczął studia geologiczne. W 1975 na Uniwersytecie Barcelońskim otrzymał stopień naukowy doktora na podstawie rozprawy o wczesnokredowych ramienionogach wschodniej części Hiszpanii. 
Od 1969 związany zawodowo z Muzeum Geologicznym Seminarium Duchownego w Barcelonie, od 1982 jako zastępca dyrektora, od 1992 jako dyrektor. 
Autor lub współautor ponad 300 publikacji naukowych i kilkunastu popularnonaukowych.

## Osiągnięcia naukowe
Głównym przedmiotem badań Calzady są ramienionogi i ślimaki kredowe. Opisał liczne nowe taksony – między innymi rodzaje ramienionogów: Almerarhynchia Calzada, 1974 (Rhynchonellida, mastrycht), Viarhynchia Calzada, 1975 (Rhynchonellida, kampan–mastrycht), Ortholina Calzada, 1984 (Terebratulida, późna kreda), Fortunella Calzada, 1985 (Rhynchonellida, hoteryw), Smirnovina Calzada, 1985 (Terebratulida, hoteryw); rodzaje ślimaków:  Mennessieria Calzada, 1987 (nom. nov. pro Araratella Akopian, 1976 non Araratella Abramian, Plodowski & Sartenaer, 1976; Cassiopidae, późna kreda), Casanovina Calzada, 1989 (Trochidae, apt), Asensidea Calzada, 2002 (Sphincterochilidae, miocen), Cataldia Calzada & Corbacho, 2015 (Batillariidae, apt) oraz wiele nowych gatunków.

## Upamiętnienie
Na jego cześć nazwano kilka gatunków zwierząt kopalnych, między innymi ordowickiego trylobita Basiliscus calzadai Corbacho, 2011.